# احمد عبدالقادر (بازیکن فوتبال)
احمد عبدالقادر (عربی: أحمد محمد عبد القادر رضوان؛ زادهٔ ۲۳ مهٔ ۱۹۹۹) بازیکن فوتبال اهل مصر است.
وی همچنین در تیم ملی فوتبال مصر بازی کرده است.